# Tosunlar
Tosunlar ist eine Kleinstadt im Landkreis Sarayköy der türkischen Provinz Denizli. Tosunlar liegt etwa 32 km nordwestlich der Provinzhauptstadt Denizli und 8 km nordöstlich von Sarayköy. Tosunlar hatte laut der letzten Volkszählung 851 Einwohner (Stand Ende Dezember 2010).
Das Verwaltungsgebiet von Tosunlar gliedert sich in zwei Stadtteile, Atatürk Mahallesi und Cumhuriyet Mahallesi, die jeweils von einem Muhtar verwaltet werden.